# Энциклопедия Азербайджанской Демократической Республики

Энциклопедия Азербайджанской Демократической Республики

Энциклопедия Азербайджанской Демократической Республики — является первым фундаментальным научно-исследовательским трудом, охватывающим все области истории Азербайджанской Демократической Республики.
Энциклопедия была впервые издана в 2004-2005 годах по инициативе Гейдара Алиева. Согласно указу Президента Азербайджанской Республики Ильхама Алиева «Об осуществлении массовых изданий на азербайджанском языке с использованием латинской графики» от 12 января 2004 года, энциклопедия была передана в дар библиотекам Азербайджана.

## Редакторы
Главный редактор — Ягуб Махмудов, заместитель главного редактора Атахан Пашаев.

## Содержание
В двухтомной Энциклопедии Азербайджанской Демократической Республики собраны важнейшие моменты истории борьбы за независимость азербайджанского народа, жизнь и деятельность видных представителей освободительного движения, исторические условия, породившие Азербайджанская Демократическая Республика, жизнь и борьба народа, массовые геноциды против азербайджанского народа, спасательные операции Кавказской Исламской Армии, планы великих держав и соседних стран в отношении Азербайджана, Национальное движение, поддерживающее деятельность его Парламента и правительства, государственное строительство, внешнюю политику и борьбу за территориальную целостность страны, общественно-политическую, социально-экономическую, культурно-просветительскую жизнь, деятельность дипломатических представительств Азербайджана в зарубежных странах, а также идеалы независимости после падения республики, политическая эмиграция и т.д. В книге предоставляется до 1500 терминологических статей.
Энциклопедия содержит многочисленные географические карты, текстовые черно-белые и цветные рисунки, таблицы, схемы, портреты, планы военных действий и другие иллюстративные материалы, отражающие административно-территориальное деление периода АДР. Многие из них впервые печатаются именно в этой энциклопедии.
Основываясь на принципах исторической преемственности и государственности, а также в целях отражения важнейших моментов восстановления государственной независимости Азербайджана в энциклопедию включены отдельные статьи о Гейдаре Алиеве.
Энциклопедия была обновлена и переиздана в 2014 году.